# بزرگراه ۳ (عراق)
بزرگراه ۳ یک بزرگراه در عراق می‌باشد که از بغداد تا بعقوبه گسترده شده و بعد از آن دوباره از اربیل شروع شده و تا پیرانشهر در ایران ادامه می‌یابد.